# Samuel är mitt namn
Samuel är mitt namn är en roman från 2017 av den svenska författaren Josefin Holmström.

## Handling
Samuel föds blind i mitten av 1800-talet. Hans mor dör i barnsäng och han växer upp i Norrland under knappa förhållanden. Under uppväxttiden börjar han oförklarligt att se, får lära sig läsa och skriva, och får genom en prästs försorg studera vidare. Han flyttar till Cambridge där han deltar i avancerade fysikexperiment med sin vän och kompanjon Andrew. Samuel hamnar sedan i Förenta staterna där han blir forskarassistent åt en visionär elektroingenjör.

## Mottagande
Martin Lagerholm på Borås Tidning skrev att Holmström rör sig "lika självklart mellan den inre och yttre världen, mellan tro och vetenskap, och vet också att knyta samman elementen till en helgjuten och språkligt upphöjd berättelse med hög litterär spännkraft". Lagerholm liknade romanens första del vid "Kaspar Hauser (barnets diffusa härkomst) och Rousseaus Émile (prästen som privatlärare)", medan han beskrev fortsättningen som "en något mer konventionell berättelse om en ensam ung mans utveckling och erfarenheter av främlingskap, vänskap och melankolisk längtan". Jönköpings-Postens Sören Josefsson kallade bokens språk "ödesmättat och vackert, uppfinningsrikt, elegant" och skrev att "Josefin Holmström har skrivit en mycket bra roman". I Svenska Dagbladet skrev Annina Rabe att romanens upplägg medför risken att den "reduceras till ett slags pastisch, ett lajv, och inte så mycket mer". Rabe fortsatte: "Men även om det finns inslag av det hos Holmström övertygar hon mer och mer under romanens gång. Hon är inte bara säkert förankrad i sitt idéinnehåll, hon skriver också med ett driv som för läsaren framåt i ett lågintensivt tempo, och hennes lite högtravande stil blir sällan bara dekoration."